# Ковалёв, Виктор Владимирович
Виктор Владимирович Ковалёв (1919—1993) — композитор, художник, педагог, заслуженный деятель искусств РСФСР (1980).

## Биография
В. В. Ковалёв родился 19 августа 1919 года в г. Энгельсе. В 1950 окончил Музыкальное училище при  Московской государственной консерватории имени П. И. Чайковского (классы Г. С. Фрида и Б. С. Шехтера), в 1957 году — историко-теоретический факультет  Саратовской государственной консерватории имени Л. В. Собинова. С 1950 года преподаватель  Саратовского музыкального училища (с 1965 года — заведующий теоретическим отделением).

Ковалёв В.В. мемориальная доска (Саратов)

Мемориальная доска установлена на доме № 5 на Соборной площади в Саратове, где Ковалёв В. В. жил с 1961 по 1993 годы. 

## Творчество
- балет «Девушка и Смерть» (по М. Горькому, Саратов, 1961, 2-я ред. Саратов, 1973)
- оратория-балет Поэма о Волге (сл. сов. поэтов, Саратов, 1963)
- хореографич. поэмы — Из искры возгорится пламя (Саратов, 1967)
- Освобождение (Саратов, 1967)
- У Вечного огня (Саратов, 1970)
- Два брата (Саратов, 1968)
- Русские сувениры (Саратов, 1970)
- для солистов, хора и симф. орк. — Кантата о Ленине (сл. сов. поэтов, 1959)
- кантата Ленин (сл. A. Вознесенского, Д. Бедного, А. Пухначева, Н. Зомлетели, X. Берулавы, 1969)
- сюита Волга — песнь моя! (сл. сов. поэтов, 1957)
- для солиста, хора и симф. орк. — Ода коммунизму (сл. И. Тобольского, 1962)
- патетический монолог Земля моя! (сл. Ю. Савельева, 1965)
- Здравица (к 50-летию Советской власти, сл. Н. Палькина, 1967)
- монологи: Хочу, чтоб продолженьем Волги была последняя строка (сл. А. Колесникова, 1976), Слышишь, гуси летят?.. (сл. А. Луговского, 1976)
- для солистов и симф. орк. — триптих Задумайтесь, люди (сл. B. Гришина и И. Тобольского, 1972)
- для ф-п. и симф. орк. — Романтическая поэма (1965)
- для скр. и симф. орк. — Скерцо (1971)
- для голоса и симф. орк. — Концертный вальс (1955)
- для солистов, хора и кам. орк. — Девичьи песни (1971—1974)
- для альта и ф-п. — Поэма (1950)
- для голоса и ф-п. — цикл Лучшим из друзей (сл. сов. поэтов, 1969),
- романсы; для хора — Концерт (1976);
- песни, в т. ч. Люблю березу русскую (сл. А. Прокофьева, 1951),
- Расцветают весенние зори (сл. В. Тимохина, 1956)
- А я без Волги просто не могу (сл. А. Дементьева, 1969)
- Баллада о Марии (сл. Н. Федорова, 1974)
- Незабудки (сл. Н. Федорова, 1974)
- Отгремели грозы (сл. В. Тючкалова, 1974)
- Снежинки кружатся (сл. К. Большеянова, 1976)
- Полынь (сл. Н. Федорова, 1976)
- музыка к драм. спектаклям.